# Bandiatgraben
Der Bandiatgraben ist eine Grabenstruktur des nordöstlichen Aquitanischen Beckens.

## Etymologie

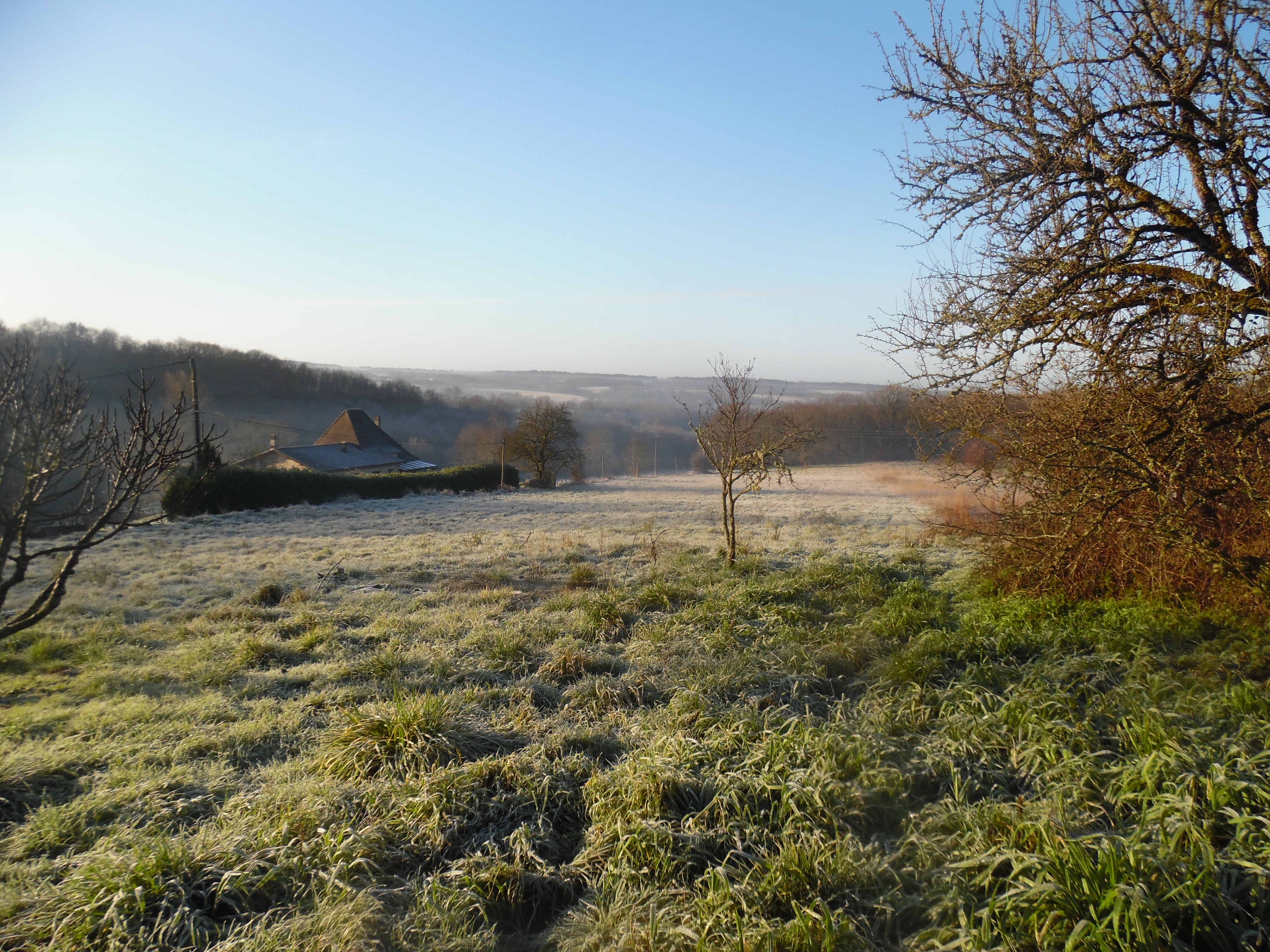
Winterlicher Blick vom Weiler La Côte (Gemeinde Nontron) nach Südsüdwest in den Bandiatgraben

Benannt ist der Bandiatgraben (Französisch Graben du Bandiat oder auch Fossé du Bandiat) nach dem Fluss Bandiat, der ihn in nordwestlicher Richtung entwässert. Der etymologische Ursprung des Flussnamens ist nicht geklärt, vermutet wird die vorkeltische Wurzel °ban bzw. bandā, die sich in mehreren französischen Flussnamen wiederfindet – beispielsweise im Flussnamen Banège.

## Geographie

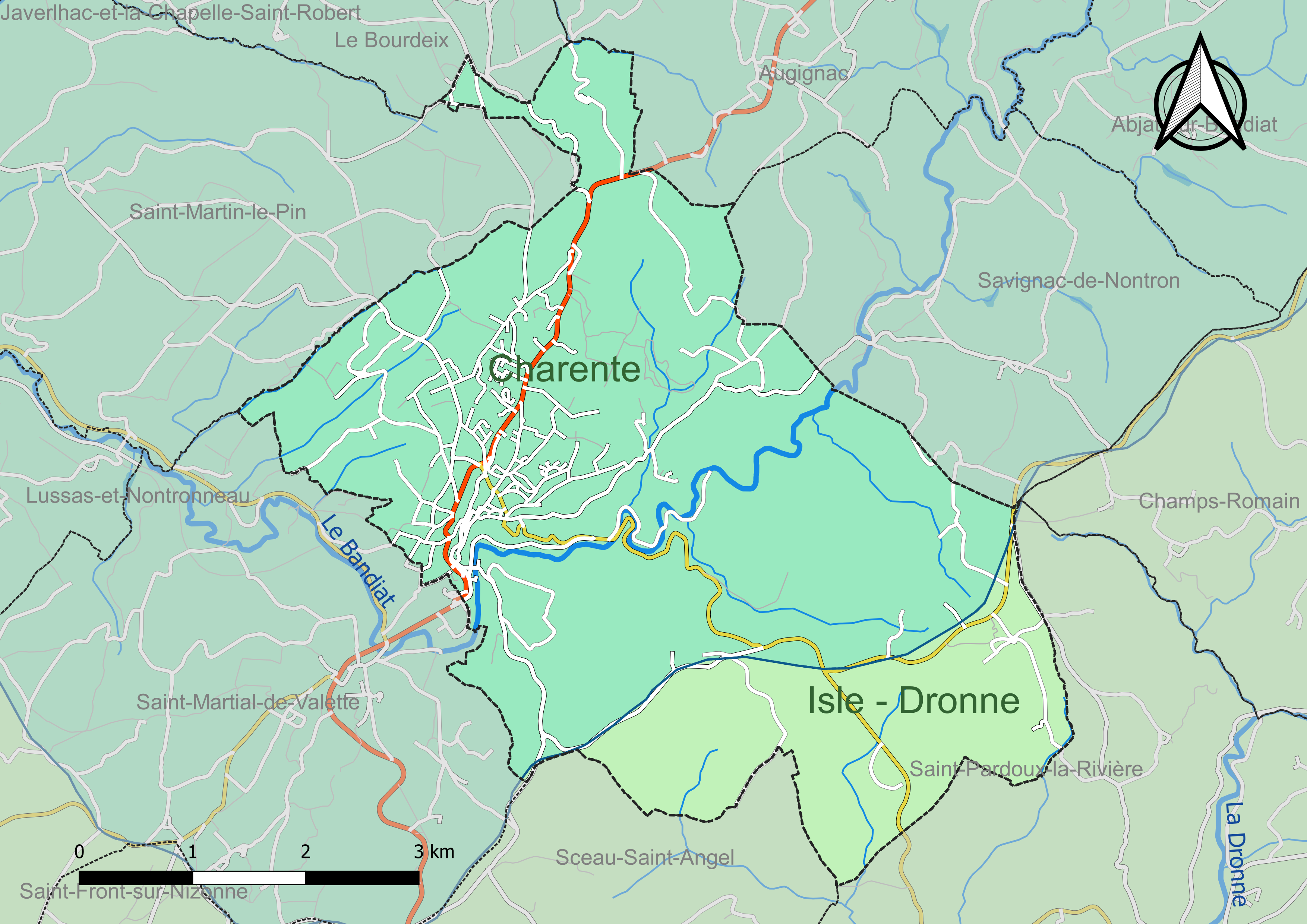
Die Wasserscheide zwischen Charente und Dronne definiert das geomorphologische Ende des Grabenbruchs

Der Bandiatgraben erstreckt sich in nordwestlich-südöstlicher Richtung (Streichrichtung N 128) von Nontron und Saint-Martial-de-Valette bis Marthon. Die 18 Kilometer lange und durchschnittlich 3,5 Kilometer breite Struktur verliert sich dann, erscheint aber erneut als Touvregraben östlich von Angoulême.
Die Grabenstruktur wird nur von wenigen erkennbaren Verwerfungen direkt markiert, beispielsweise am nördlichen Südostende beim Weiler La Côte (Gemeinde Nontron) oder am nördlichen Nordwestende bei Marthon. Die Begrenzung auf ihrer Südwestseite erfolgt geomorphologisch über eine Aneinanderreihung von Trockentälern und Geländestufen, die Störungen des tieferen Untergrundes zum Ausdruck bringen.
Die Geomorphologie bestimmt auch das definitive Südostende der Struktur durch die Höhenrücken im Südosten und Süden von Saint-Martial-de-Valette (Gemeindegrenze zu Sceau-Saint-Angel) sowie deren nordöstliche Verlängerung in die Gemeinde Nontron. Die Höhenrücken sind über 239 Meter hoch und bilden die Wasserscheide zwischen dem Flusssystem der Charente (zu dem der Bandiat gehört) im Nordwesten und dem Flusssystem Isle-Dronne im Südosten.
Gemeinden im Bandiatgraben sind:
- Nontron
- Saint-Martial-de-Valette
- Saint-Martin-le-Pin
- Lussas-et-Nontronneau
- Javerlhac-et-la-Chapelle-Saint-Robert
- Teyjat
- Varaignes
- Souffrignac
- Feuillade
- Marthon

## Hydrographie
Der Grabenbruch wird vom Bandiat in nordwestlicher Richtung entwässert. Der Grabenboden befindet sich bei Saint-Martial-de-Valette auf einer Meerhöhe von 150 Meter, an seinem Ende bei Marthon liegt er auf nur noch 100 Meter, er fällt folglich mit einem Sohlgefälle von 2,7 ‰ nach Nordwesten ein. Der alluviale Talboden des Bandiats erweitert sich hierbei von 200 Meter in Saint-Martial-de-Valette auf 800 Meter in Marthon.
Rechte, in den Graben einmündende Nebenflüsse des Bandiats sind ein bei Les Iles (Saint-Martial) mündender kleiner Bach, ein von La Côte herabkommender Bach, der Ruisseau de Vergnes, der Ruisseau de Saint-Martin, die Doue, der Merlencon, die Marcourive und der Ruisseau de Varaignes. Auch einige Trockentäler sind nennenswert, beispielsweise bei Ribeyrolles (Saint-Martin-le-Pin), das große, in Feuillade öffnende Trockental Grand Ravin du Vallon de la Tricherie, bei Bancheraud (Marthon) und am Friedhof von Marthon.
Bevorzugte Richtungen der rechten Seitentäler sind vorrangig Nordost, aber auch Ost, Ostnordost und Nord.
Die linken Seitentäler sind mehrheitlich kleine Trockentäler, Ausnahmen sind das Tal von Villejalet und von Lombardière (beide Lussas-et-Nontronneau), die Wasser führen. Die Ausrichtung der linken Seitentäler ähnelt den Verhältnissen auf der rechten Seite, wobei noch die Richtungen Nordnordost und Südsüdost hinzukommen können.

## Geologie
Die Grabenfüllung besteht aus Sedimenten des Unteren Juras, des Mittleren Juras und aus tertiären Lockersedimenten. Am Südostende der Struktur findet sich im Grabeninnern metamorphes Grundgebirge mit Paragneisen – dem Nontron-Paragneis. Das Grundgebirge endet an einem Ostnordost-streichenden Querbruch, an dem der Bandiat seine drastische Richtungsänderung nach Nordwest vornimmt und ab jetzt dem Grabenbruch folgt.
Die Grabenschultern am nördlichen Südostende werden vom Piégut-Pluviers-Granodiorit gebildet, auf der Südwestseite bestehen diese jedoch aus Oberem Jura.

### Unterer Jura
Der bis zu 30 Meter mächtige Untere Jura wird nur in relativ kleinen Vorkommen im Südosten angetroffen. Vorhanden sind Hettangium, Pliensbachium und Toarcium. Der Untere Jura kann zwei transgressiven Zyklen zugeordnet werden. Der erste Zyklus besteht aus Hettangium der Formation l1-4 (Arkosen, Dolomite und Oolithkalke). Der zweite Zyklus der Formation l5-9 führt Pliensbachium (grobe und dolomitische Sandsteine) und Toarcium (graue, mergelige Tonsteine). Der Unterjura ist in den beiden rechten Seitentälern des Bandiats südlich von Montagenet (Gemeinde Saint-Martial-de-Valette) aufgeschlossen. Der zweite Zyklus findet sich in einem Zwickel bei Lombardière (Gemeinde Lussas-et-Nontronneau) und bei Le Moulin Vieux (Gemeinde Saint-Martin-le-Pin) an der Doue.

### Mittlerer Jura

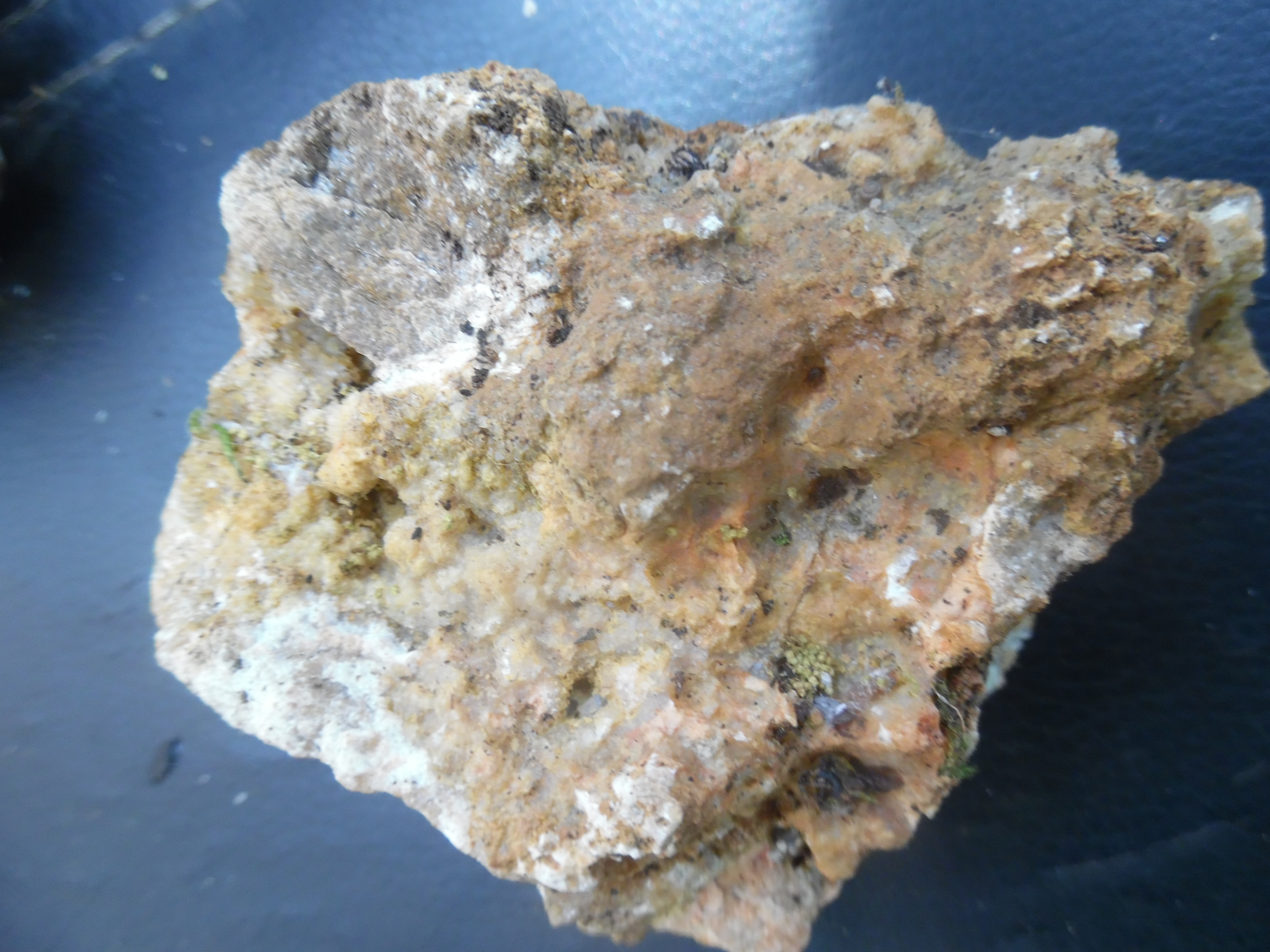
Unterbajocium von Ribeyrolles, ältestes Schichtglied des Mittleren Juras im Bandiatgraben

Der Mittlere Jura stellt so gut wie die gesamte Grabenfüllung aus Festsedimenten. Anstehend sind Bajocium, Bathonium und Callovium. Das Bajocium beginnt mit 15 bis 20 Meter mächtigem Unterbajocium der Formation j1a. Es baut sich aus feinkörnigen, braunfarbenen, bioklastischen Kalken auf. Das Unterbajocium ist nur bei Ribeyrolles (Gemeinde Saint-Martin-le-Pin) auf der rechten Bandiatseite anstehend. Darüber folgt Mittelbajocium der Formation j1b, das gewöhnlich als grauer oder brauner, krypto- bis mikrokristallin zementierter Oolithkalk (Grainstone mit braunen Oolithen) von 20 bis 60 Meter Mächtigkeit ausgebildet ist. Das Mittelbajocium ist ab Ribeyrolles auf beiden Talseiten des Bandiats vorhanden – auf der rechten Talseite bis Marthon und auf der linken Talseite bis Feuillade. Das Bajocium endet mit dem Oberbajocium der Formation j1c. Es besteht aus weißen Oolithkalken mit zwei Ooidpopulationen und aus beigen Pelletoidkalken, die krypto- bis mikrokristallin zementiert sind. Die Formation hat eine dem Mittelbajocium ähnelnde Verbreitung, da sie aber stratigraphisch höher liegt, ist sie meist vom Fluss etwas zurückversetzt.
Das Bathonium beginnt mit dem Unterbathon (Formation j2a) und besteht vorwiegend aus braunen, lithoklastenreichen Kalken, die krypto- bis mikrokristallin zementiert sind und lignithaltige Tonlagen aufweisen. Es hebt sich von den vorangegangenen Formationen des Bajociums durch seine intensivere, dunklere Farbgebung ab. Es erscheint nördlich von Marthon sowie auf der linken Bandiatseite ab Bondazeau (Gemeinde Lussas-et-Nontronneau) bis Marthon. Auf das Unterbathon folgt die Formation j2b des Oberbathons. Dieses baut sich vorwiegend aus einem weißen kreidigen Kalk und aus weißen, gelegentlich mikritischen Kalken auf. Der kreidige, kryptokristallin zementierte Kalk enthält feinkörnige Pelletoide und Intraklasten. Seine Verbreitung folgt der des unterlagernden Unterbathons.
Die abschließende Formation der Grabenfüllung ist das Callovium (Formation j3). Es handelt sich hierbei um eine binäre Wechselfolge aus beigen Ooolithkalken mit zahlreichen Foraminiferen (sehr seltene Meyendorffinen, Textularien und häufige Trocholinen) und weißen, leicht kreidigen Kalken mit feinkörnigen Oolithen, Onkolithen und Pelletoiden (mit möglichen Pseudomorphosen von Evaporitkristallen), zu der sich beige, kryptokristalline Kalke mit Gasteropoden und Lamellibranchiern gesellen können. Aufgeschlossen ist das Callovium nördlich von Marthon und südwestlich des Bandiats, wo sein Nordostrand in etwa den Verlauf des Grabens definiert.
Der Mittlere Jura kann auch rekristallisiert und verkieselt als Formation jC auftreten. Die Rekristallisation betrifft vor allem das Bajocium und stellt sich auch in Verwerfungsnähe ein. So ist beispielsweise entlang der Randstörung bei La Côte der Mittlere Jura vollkommen zu Schuttknollen zerrüttet, die aufgeschlagen eine durchgehende radialstrahlige Rekristallisation des Calcits an den Tag legen.

### Tertiäre Lockersedimente
Die tertiären Lockersedimente gliedern sich in kontinentale fluviatile Schüttungen, in kolluviale Hangsedimente, in pleistozäne Flussterrassen und in holozänes Alluvium.
Die kontinentalen Flussschüttungen der Formation H-F sind zeitlich nur sehr ungenau zu fassen und werden in den Zeitraum Eozän/Pliozän gestellt. Damals zogen ausgedehnte Flusssysteme aus dem Grundgebirge in südwestlicher Richtung heraus. Ihre sandig-kiesigen Ablagerungen erscheinen in der Gemeinde Javerlhac-et-la-Chapelle-Saint-Robert bei Chauffour, nördlich von Pys und östlich von Puymoger, sie können aber auch auf die gegenüberliegenden Talseite ausgreifen (zu sehen bei Les Petites Brousses).
Die kolluvialen Hangsedimente werden der Formation HC und C zugeschrieben. Die pleistozäne Formation HC hat sich durch Umlagerung hauptsächlich aus der Formation H-F entwickelt. Sie bedeckt vor allem die höheren Anteile der Grabenfüllung beiderseits des Bandiats. Die jüngere Formation C besteht aus Sanden und Tonen. Sie begleitet seitlich die Flusstalung des Bandiats und gewinnt bei Marthon an Bedeutung. Das periglaziale Kolluvium der Formation C ist ein Umlagerungs- bzw. Auswaschungsprodukt umliegender anstehender Gesteinsformationen. Es findet sich meist in tieferen Hanglagen und in Trockentälern. Es kann auch Flussterrassen verhüllen. Seine Mächtigkeit übersteigt selten 3 Meter. Der Transportweg ist recht gering. Generell handelt es sich hierbei um ein feinkörniges Gemisch aus Tonen und Kalken bzw. Sanden, in das zahlreiche Kalkbruchstücke eingelagert sind.
Bei den Terrassen können Hochterrassen (Formation Fv) von Mittelterrassen (Formation Fw) unterschieden werden. Hochterrassen mit altpleistozänen alluvialen Kiesen und Geröllen sind nur vier bekannt – zwei westlich vom Ortskern von Javerlhac und zwei auf der rechten Bandiatseite in Feuillade bzw. Varaignes. Die Mittelterrassen aus Flusssanden und Quarzgeröllen stammen aus dem Mittelpleistozän und finden sich talauswärts von Ars (Gemeinde Saint-Martin-le-Pin) im gesamten Bandiattal.
Der moderne Fluss hat sich sodann in die Mittelterrassen eingegraben und fließt jetzt in holozänem Alluvium der Formation Fy-z.

## Verkarstung
Die Sedimente des Mittleren Juras sind stark von Verkarstung betroffen. Die Schichtenfolge Bajocium bis Unterbathon wird von bioklastischen Kalken oder mehr oder weniger verfestigten Oolithkalken charakterisiert. Sie bildet einen Aquifer, der von Mergeln des Toarciums nach unten und von tonlagenhaltigem Mittelbathon abgedichtet wird. Die Porosität des Gesteins wird von seiner tektonischen Beanspruchung verursacht, welche ihrerseits überhaupt die verkarstifizierenden Lösungsprozesse ermöglicht. Sehr schöne Beispiele hierfür finden sich in der Höhle von Teyjat und in der Höhle von Souffrignac.
Die Abfolge Oberbathon bis einschließlich Callovium weist eine dünnbankige Sedimentation auf. Die Kalkbänkchen sind an ihrer Oberfläche sehr stark zerrüttet. Auch sie neigt zur Verkarstung, wie an Dolinen (im Bois de la Rauque) oder an Trockentälern (beispielsweise das große, Nord-streichende Trockental Combe Falide in Saint-Martial-de-Valette) eindeutig zu erkennen ist.
Auch der rekristallisierte Mittlere Jura neigt zur Verkarstung, als Beispiel möge die kleine Schachthöhle bei Blanchetière (Saint-Martin-le-Pin) erwähnt sein. Schachthöhlen, kleine Gänge, Spalten, Risse und Schächte, die teils mit nachgestürztem Erdreich verfüllt sein können, sind eigentlich überall im Mittleren Jura anzutreffen.
Der Grad der Verkarstung gewinnt nach Nordwesten derart an Intensität, dass der Bandiat schließlich im Oxfordium des Untergrunds bei Bunzac
(bereits außerhalb der Grabenstruktur) an der Flussschwinde Chez Roby zu versickern beginnt.

## Tektonik

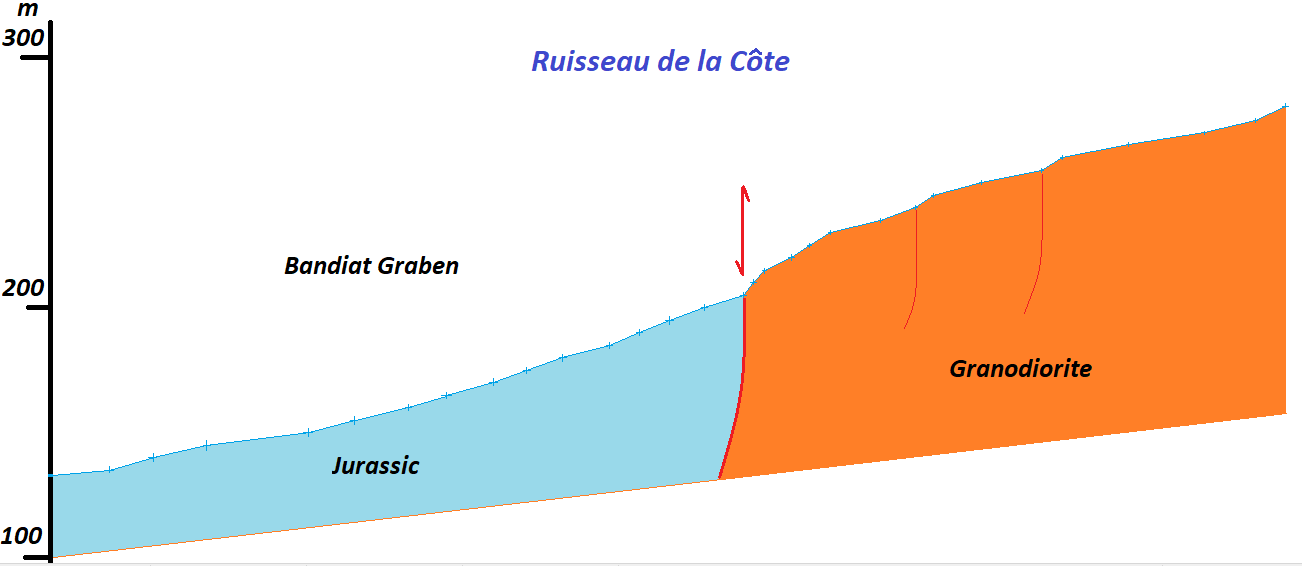
Knickpunkte im Längsprofil des Ruisseau de la Côte

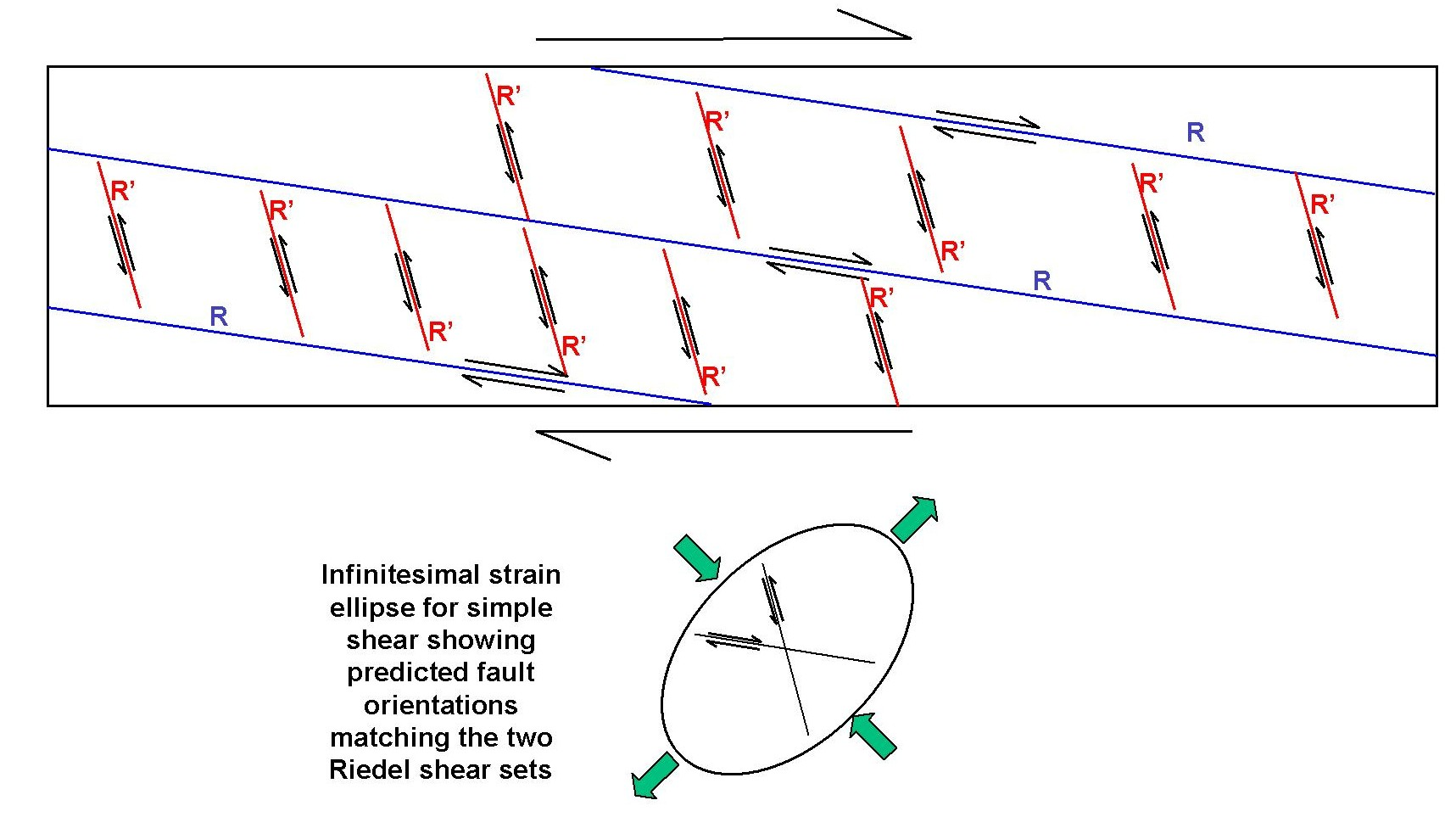
Diagramm zur Erklärung der geodynamischen Verhältnisse im Bandiatgraben anhand von Riedel-Scherflächen

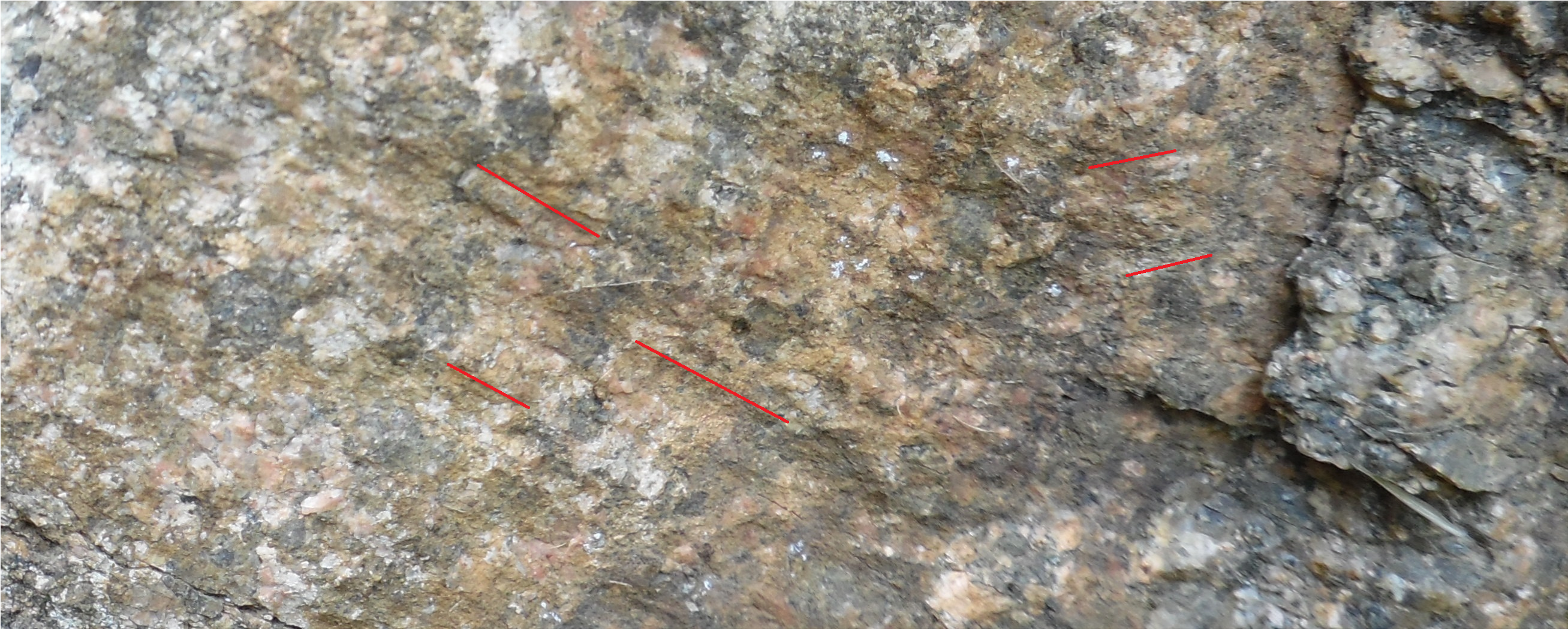
Mit zwei Harnischstriemenrichtungen geschrammter Piégut-Pluviers-Granodiorit der Randstörung bei Moulin de la Côte

Es sind nur relativ wenige Verwerfungen direkt einzusehen, ihr Verlauf kann aber indirekt anhand der geologischen Begebenheiten rekonstruiert werden. Indikatoren sind ferner angetroffene Vererzungen sowie Knickpunkte im Profil von Seitenarmen des Bandiats.
Recht deutlich ausgeprägt ist die Randstörung bei La Côte (Gemeinde Nontron), die vererzt ist und weiterhin Riedel-Scherflächen sowie horizontale Schrammungen zu erkennen gibt. Bei Pys (Gemeinde Javerlhac-et-la-Chapelle-Saint-Robert) läuft diese von Nontron herüberziehende Randstörung dann aus. Sie ist vererzt und führt hauptsächlich Sphalerit, Pyrit, Baryt und Bleiglanz.
Ihre Verlängerung findet sie in der etwas nach links versetzten und Nordwest-Südost-streichenden (N 140) Störungszone Javerlhac-Varaignes (sie ist rechtsseitig gestaffelt und beginnt bei Le Moulin de Chez Bertrand in Javerlhac und endet bei Les Virades in Varaignes), welche ebenfalls mit Sphalerit, Bleiglanz, Pyrit und Baryt vererzt ist. Ihr Verlauf (Südost-Richtung) wird ferner durch eine natürliche Quelle (Fontaine de Sainte-Marguerite) markiert. An ihr wurde das Grundgebirge gegenüber den Beckensedimenten angehoben. Diese bedeutende Störung bildet zur Randstörung eine Riedel-Scherfläche (eine R-Fläche) und lässt für die Grabenstruktur somit eine rechtsseitige Scherkomponente erkennen. Sie wird von fünf kleineren, Nordost-streichenden Querbrüchen durchsetzt, welche als R'-Flächen anzusehen sind.
Am Nordwestende des Grabenbruchs bei Saint-Sauveur nördlich von Marthon fiedert die Randstörung in fünf parallel verlaufende Störungen auf, die ihrerseits in schmalen Horst-und-Graben-Streifen angeordnet sind. Insgesamt stellt diese Struktur einen kleinen Graben innerhalb des übergeordneten Grabenbruchs dar.
Auf der linken Talseite des Bandiats sind nur kleine, mehr oder weniger Nordost-streichende Querbrüche vorhanden – so bei Marthon, Feuillade und bei La Cour (Gemeinde Javerlhac). Zwei Störungen unterstreichen hier die Grabenbruchrichtung, bei Les Brousses (Javerlhac) und bei Villejalet (Lussas-et-Nontronneau). Letztere hält bis zum Südostende des Grabenbruchs durch.
Die Südwestflanke des Grabenbruchs wird mit Ausnahme der letztgenannten Störung von keinerlei Verwerfungen markiert. Es finden sich aber Lineamente, die in etwa den Grabenbruch zu erkennen geben. Beispielsweise der am Bois de la Rauque (Lussas-et-Nontronneau) beginnende Geländeeinschnitt, der außerdem von zwei Dolinen markiert wird und sich dann bis nordöstlich von Le Petit Gillou (Javerlhac) hinzieht. Ihm folgt in etwa auch der Nordostrand des Calloviums. Eine Fortsetzung findet dieses Lineament in einer mit Eisen vererzten Gangzone bei Frugier und Les Brandes (Javerlhac). Hiervon etwas linksversetzt beginnt dann bei Labadias (Javerlhac) das große, stellenweise leicht mäandrierende Trockentalsystem Fond des Toulenches, das sich nahezu ununterbrochen bis südlich von Marthon verfolgen lässt. Da es quer zur Hangneigung orientiert ist, zeichnet es eindeutig Schwächezonen im Untergrund nach.

## Langzeitliche Entwicklung

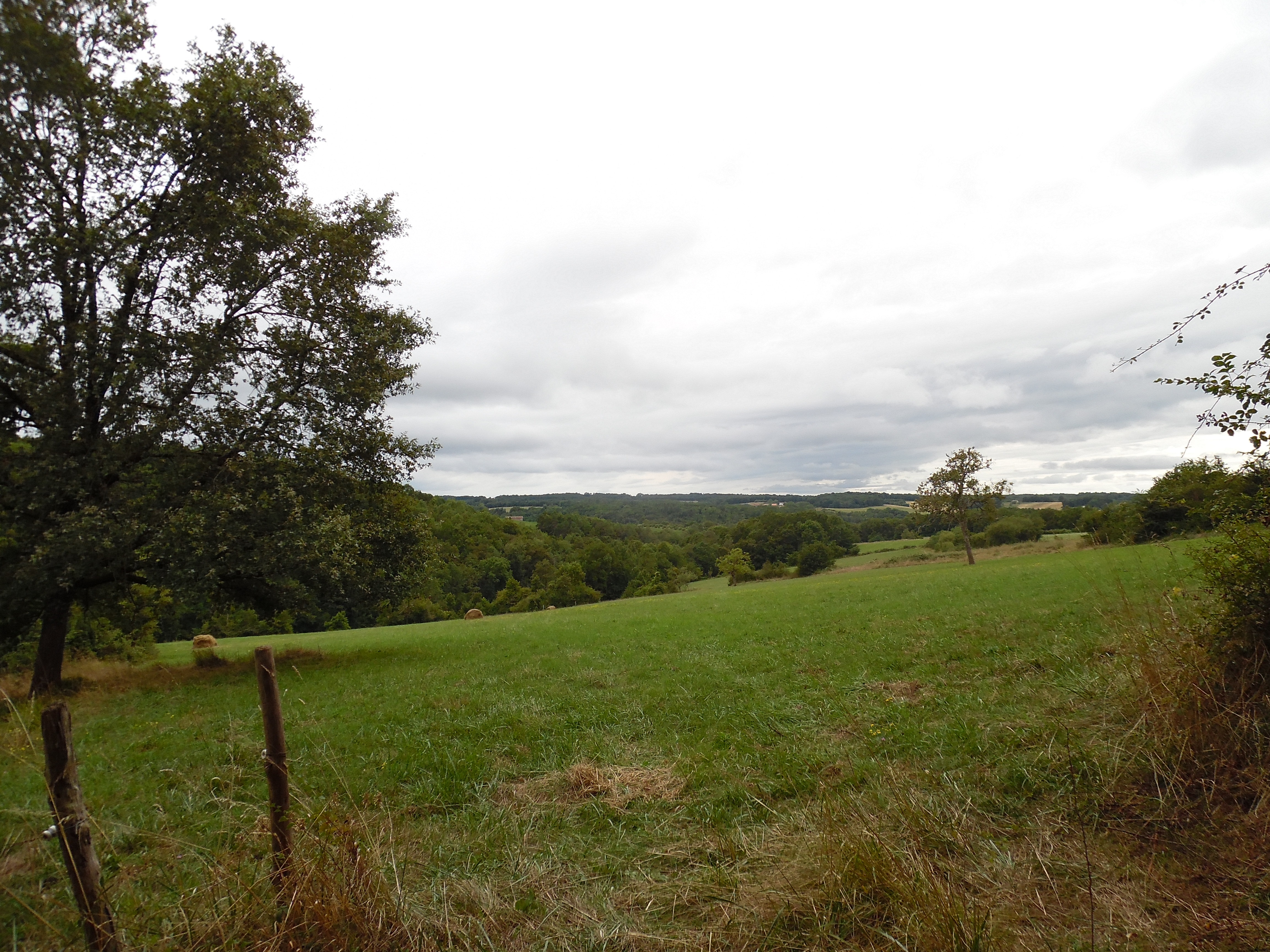
Blick gen Süden entlang dem Ruisseau de Vergnes in den Bandiatgraben

In Ermangelung absoluter Altersdatierungen kann die Grabenstruktur nur mittels allgemein geologischer Schlussfolgerungen zeitlich eingeordnet werden. Sollte die Interpretation des rekristallisierten Unterbajocs als syntektonische Ablagerung richtig sein, so lassen sich die Bewegungen am Grabenbruch bis zum Beginn des Mittleren Juras vor 170 Millionen Jahren zurückverfolgen. Der Untere Jura war zuvor auf das Grundgebirge transgrediert und liegt somit den Paragneisen und dem Granodiorit auf. Aber auch er wird an der Randstörung abgeschnitten, weswegen die Störung jünger als Unterer Jura sein muss (Anmerkung: die Randstörung bei Nontron zeigt keinen durchgehenden geradlinigen Verlauf, sondern macht einen ausgerfransten Eindruck, da sie aus vielen kleineren Störungen mit unterschiedlichem Verlauf zusammengesetzt ist).
Die tektonischen Aktivitäten im Mittleren Jura starteten sodann den Verkarstungsprozess der Kalksedimente, der im Eozän mit der Bildung des Sidérolithique seinen Höhepunkt fand.
Auf den Graben wirkten aber nicht nur Dehnungsprozesse ein. Die ebenfalls im Eozän kulminierende Pyrenäenorogenese bewirkte in Grabennähe Kompressionen – wie Aufschiebungen im Sabouret-Steinbruch in Saint-Martial-de-Valette nahelegen. Nur wenig später erfolgte die Heraushebung des Zentralmassivs – eine geomorphologische Verjüngung – als Antwort auf die Gebirgsbildung in den Alpen. Die Heraushebung setzte die Schüttung der tertiären Lockersedimente in Gang. Da sie aber nicht im Graben enden, sondern darüber hinausgreifen, muss die bereits angelegte Grabenstruktur später unter den kontinentalen Flusssedimenten eingesunken sein. Letztere sind nur sehr ungenau datiert und endeten möglicherweise erst im Pliozän. Dieser Grabenabsenkung kann somit ein Minimalalter von Pliozän/Pleistozän zugewiesen werden.
Die aktuellen seismischen Bewegungen entlang des Grabens sind sehr schwacher Natur und übersteigen nicht die Richter-Magnitude 3. Dennoch sind Knickpunkte im Längsprofil von Seitenarmen des Bandiats ein klarer Hinweis auf eine tektonisch bedingte Störung des Flussprofils – entstanden wahrscheinlich im Verlauf der Würm-Kaltzeit. Die dextrale Scherkomponente der Struktur dürfte bereits von Anfang an vorhanden gewesen sein, denn sie ist im Grundgebirge allgegenwärtig. 

## Bedeutung
Das Streichen des Bandiatgrabens folgt der armorikanischen Richtung N 125 bis N 130. Diese Ausrichtung besitzen mehrere bedeutende Seitenverschiebungen im Armorikanischen Massiv, wie beispielsweise die dextrale Südarmorikanische Scherzone (SASZ). Die Richtung findet sich aber auch in der nahegelegenen Mareuil-Antiklinale, in der Ausrichtung des Mündungstrichters der Garonne oder in der großen Störung mitten durch die Insel Oleron. Sie stellt eines der Hauptlineamente des Variszikums dar. Auch der Horst von Châtres oder die Nordostgrenzen der Génis-Einheit und der Thiviers-Payzac-Einheit manifestieren die armorikanische Richtung.
Der Bandiatgraben ist neben typischer Streckung eines passiven Kontinentalrandes in eine langwierige Scherbewegung eingebunden, die gut 320 Millionen Jahre zurückreicht und bis auf den heutigen Tag anhält.

## Photogalerie

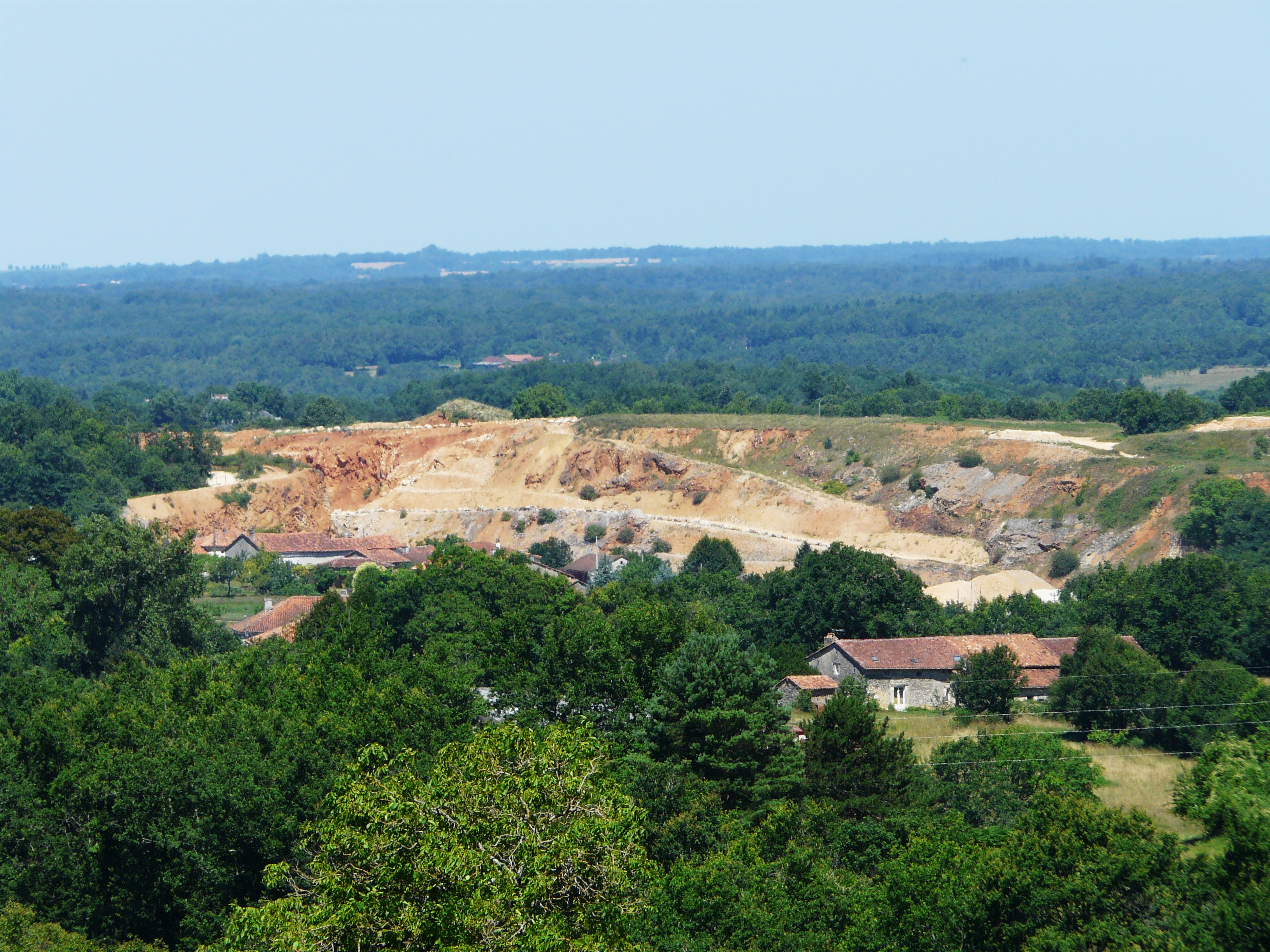
Der Kalksteinbruch bei Sabouret am Südostende des Grabens
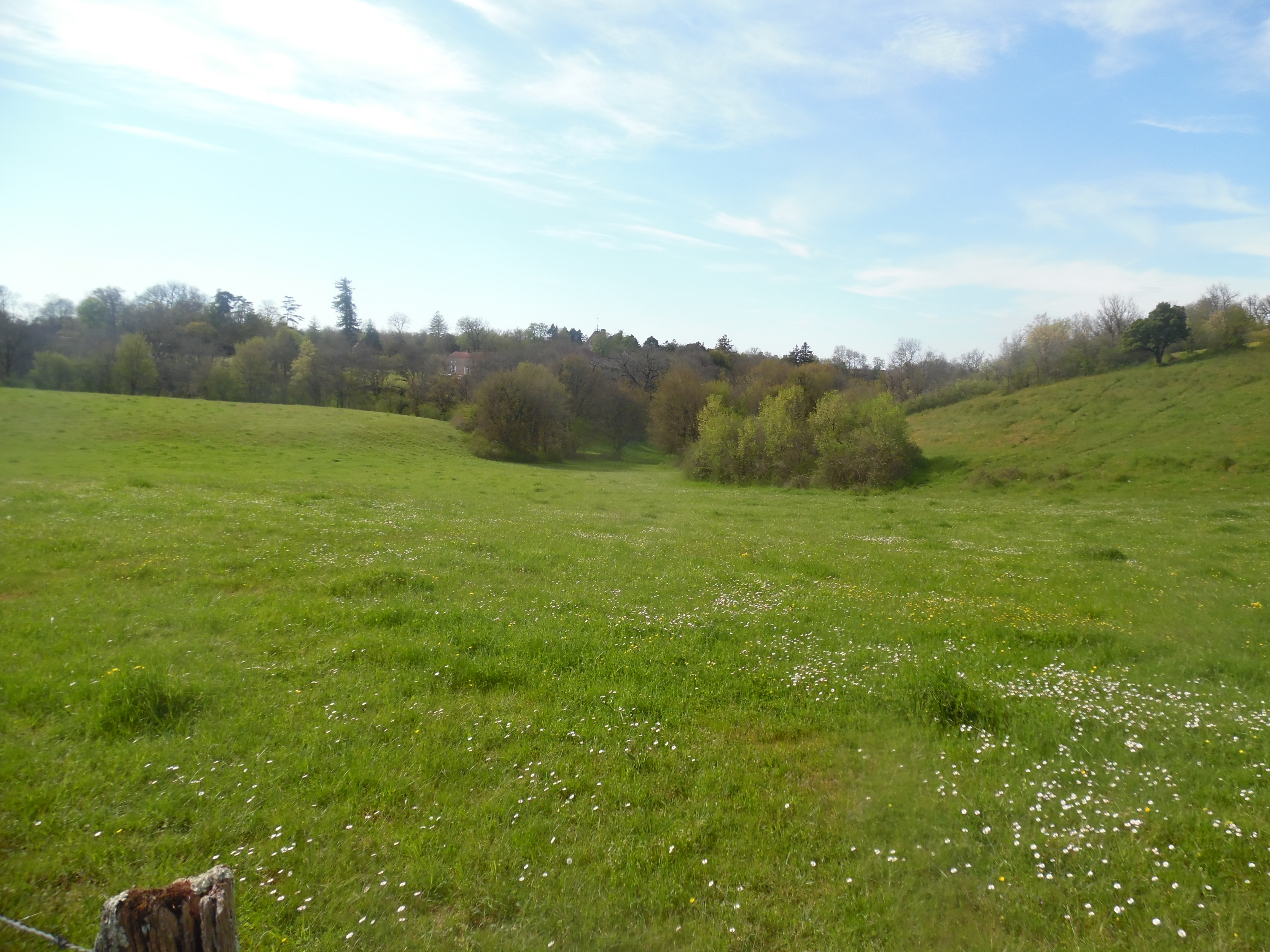
Blick ins Trockental Combe Falide beim Schloss Montcheuil (Saint-Martial-de-Valette)
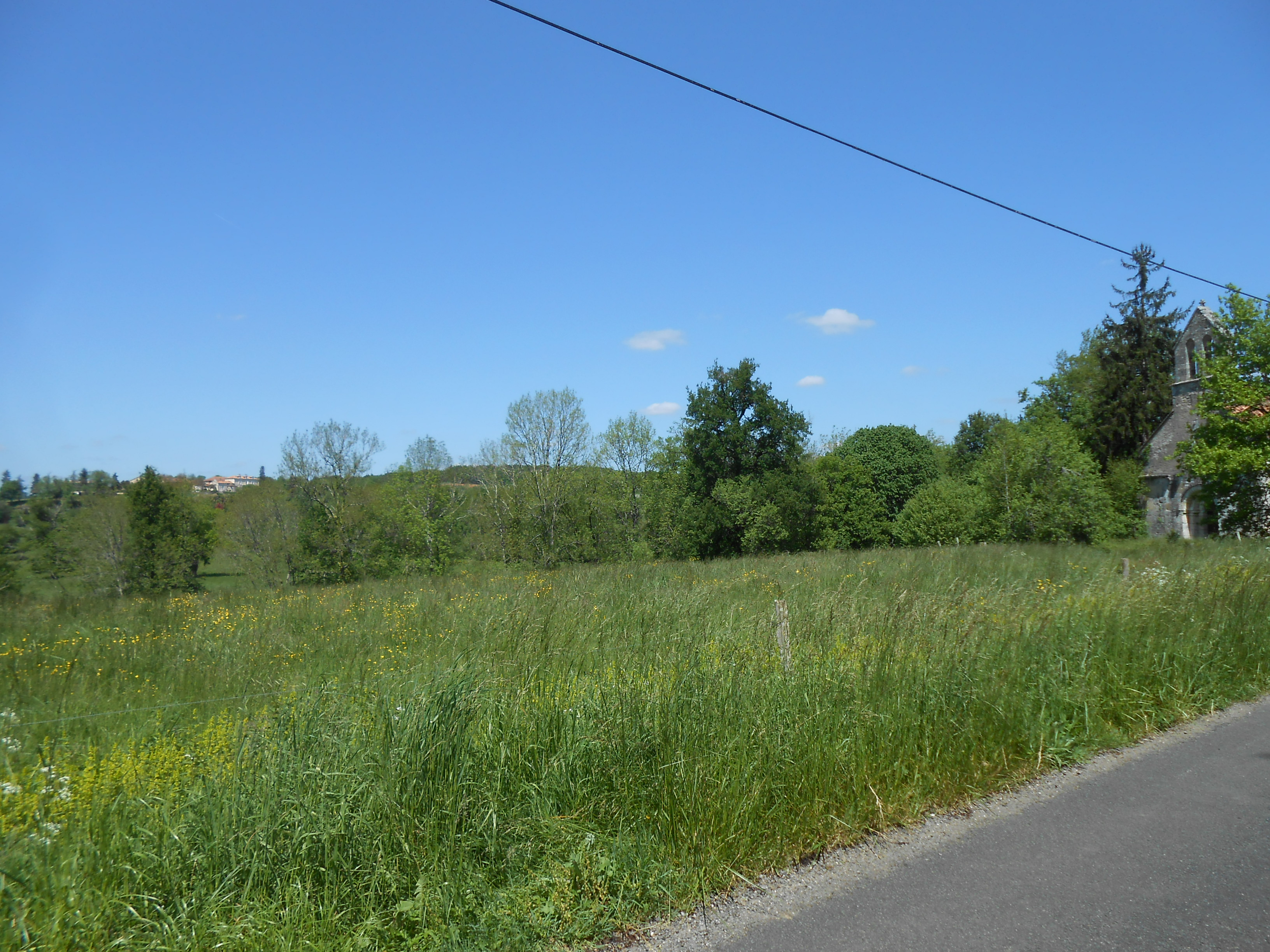
Grabeninneres bei Petit Saint-Martin. Im Hintergrund die Grabenschulter bei Montagenet.
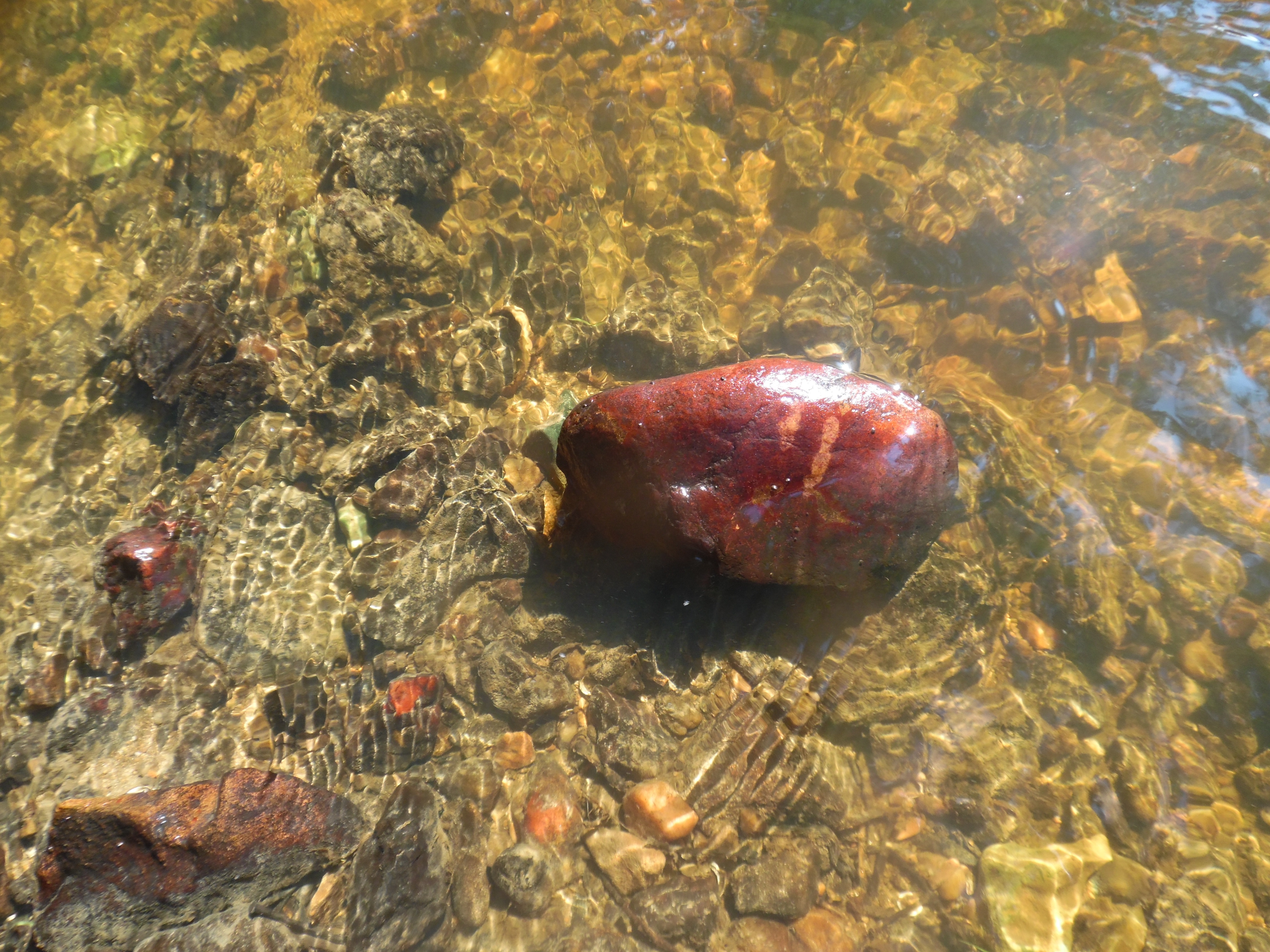
Hämatit-überzogener Quarzkiesel im Bandiat (Saint-Martial-de-Valette)
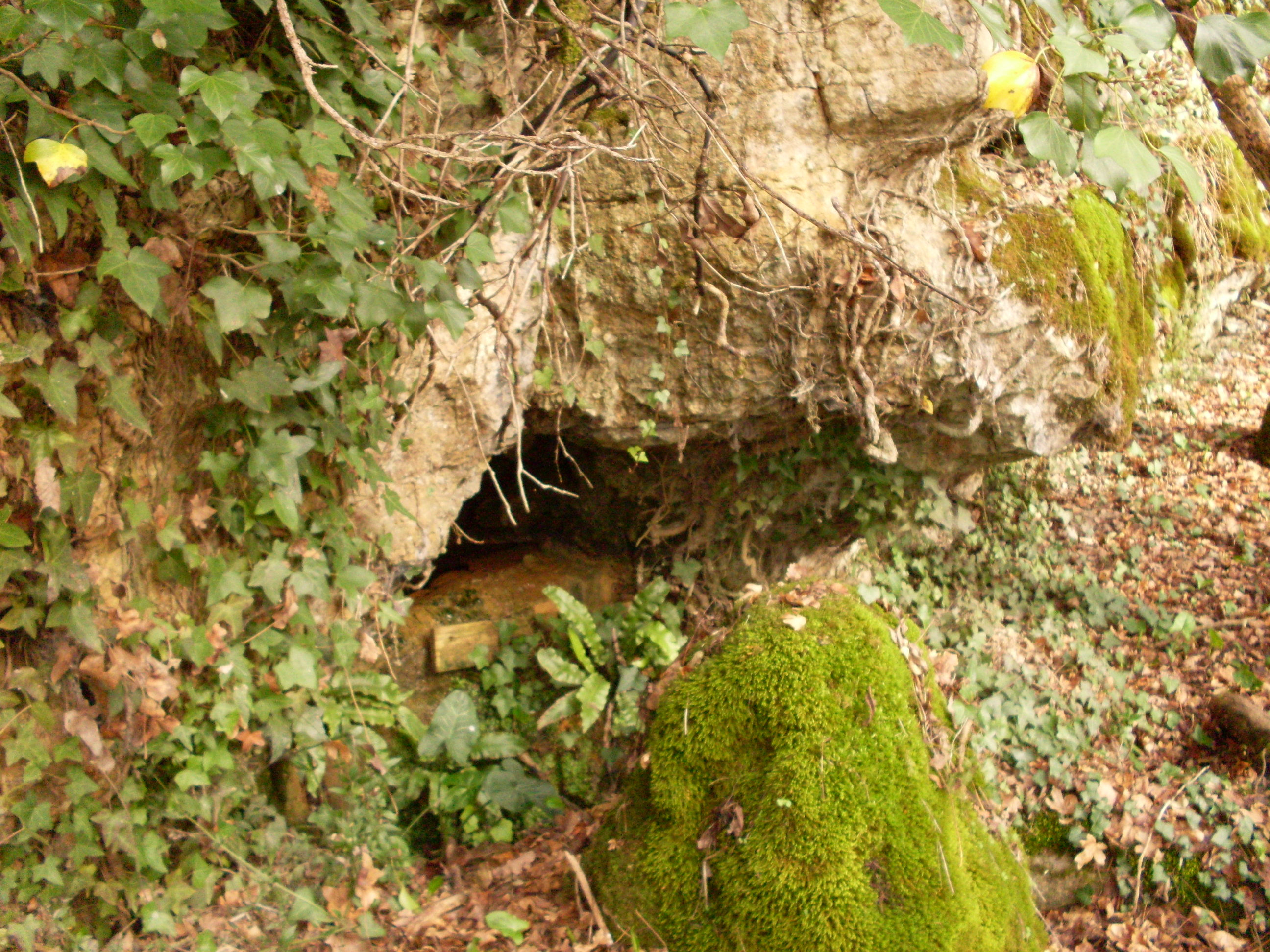
Karstquelle im Unterbajocium unterhalb von Ribeyrolles (Saint-Martin-le-Pin)
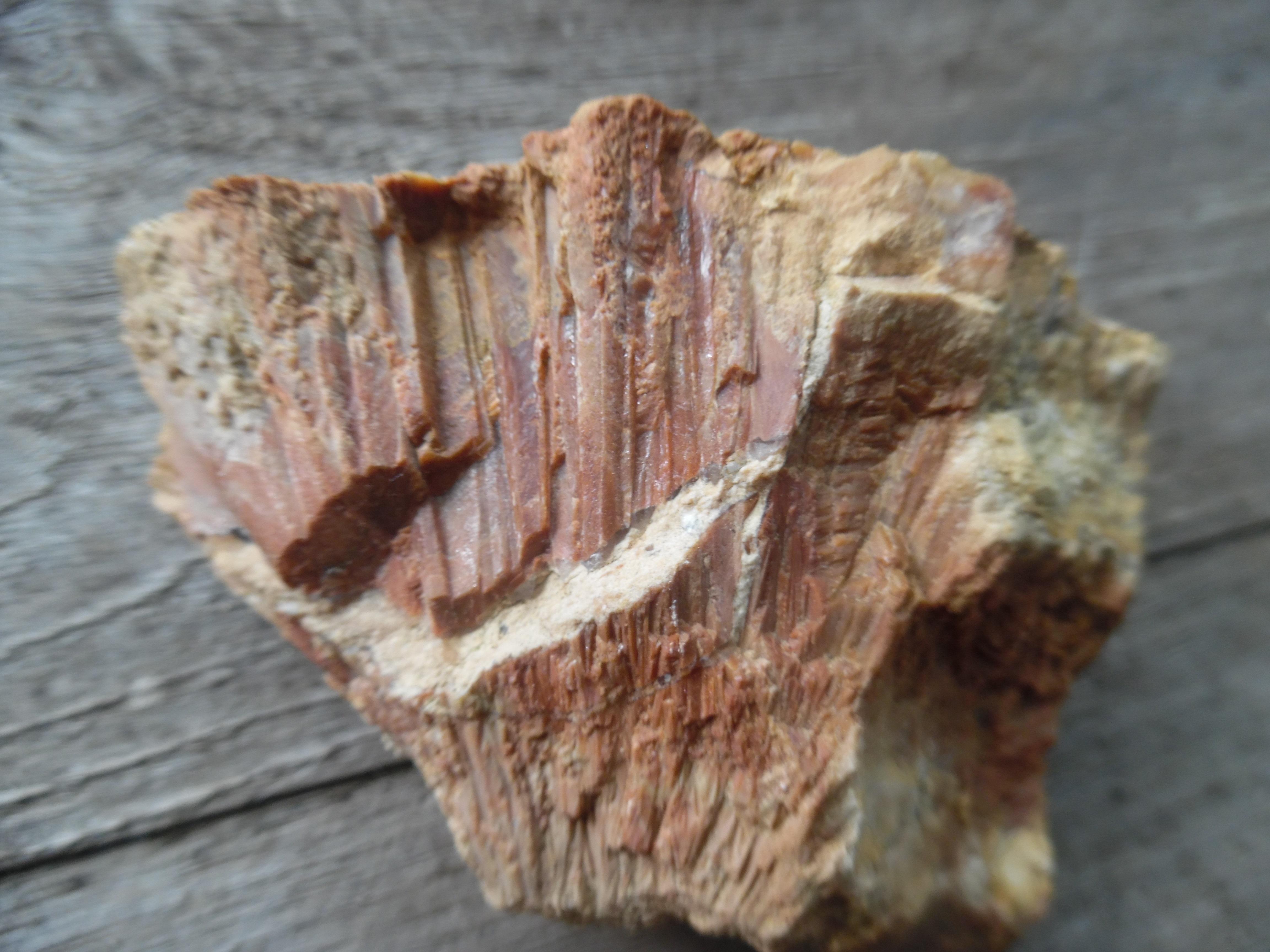
Vollständig rekristallisiertes Mittelbajocium (Saint-Martial-de-Valette)
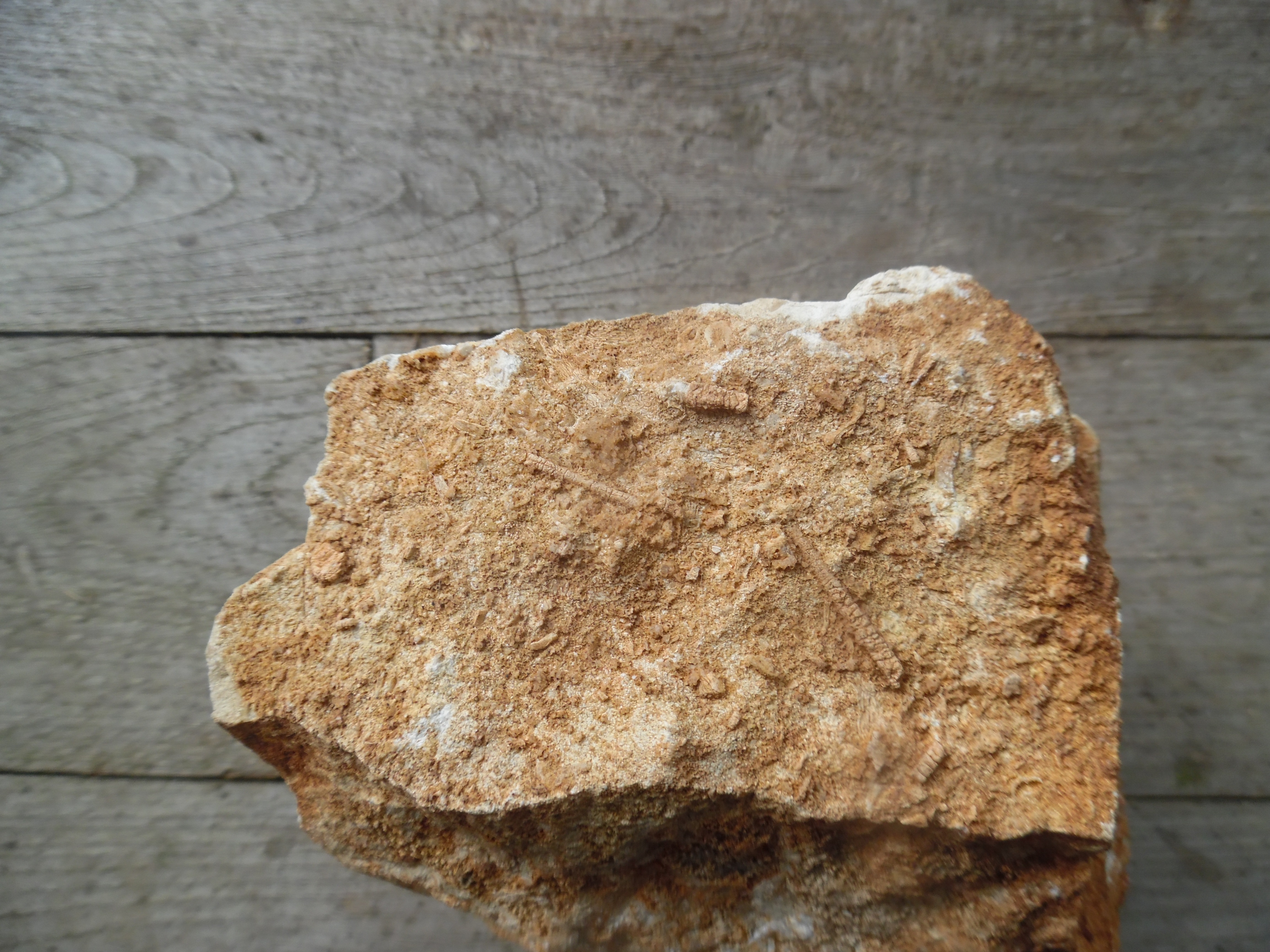
Oberbajocium (Saint-Martial-de-Valette)
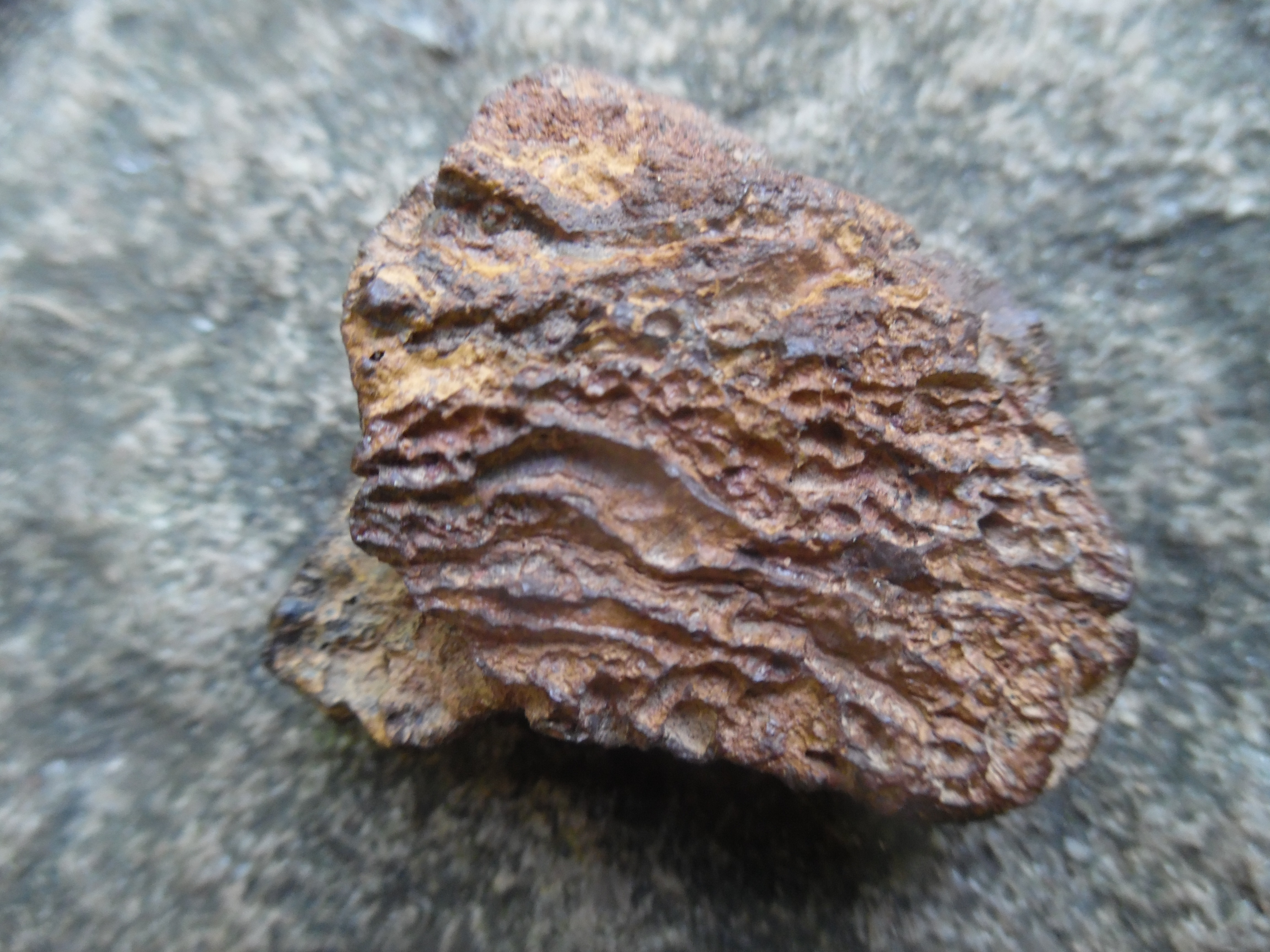
Sidérolithique von Les Cazes (Saint-Martin-le-Pin)
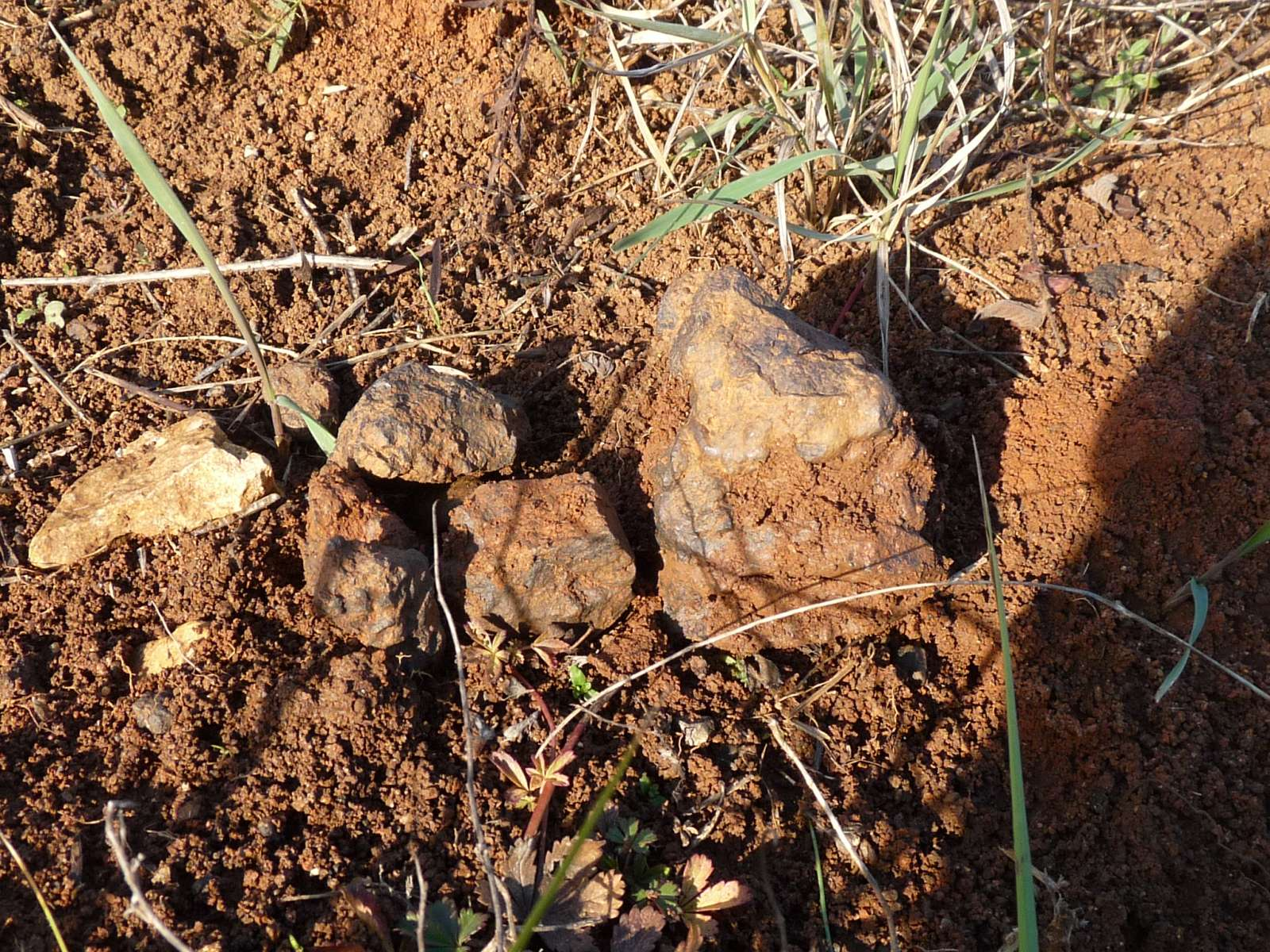
Eisenerzhaltiges Gestein auf einem Acker bei La Grauge (Souffrignac)
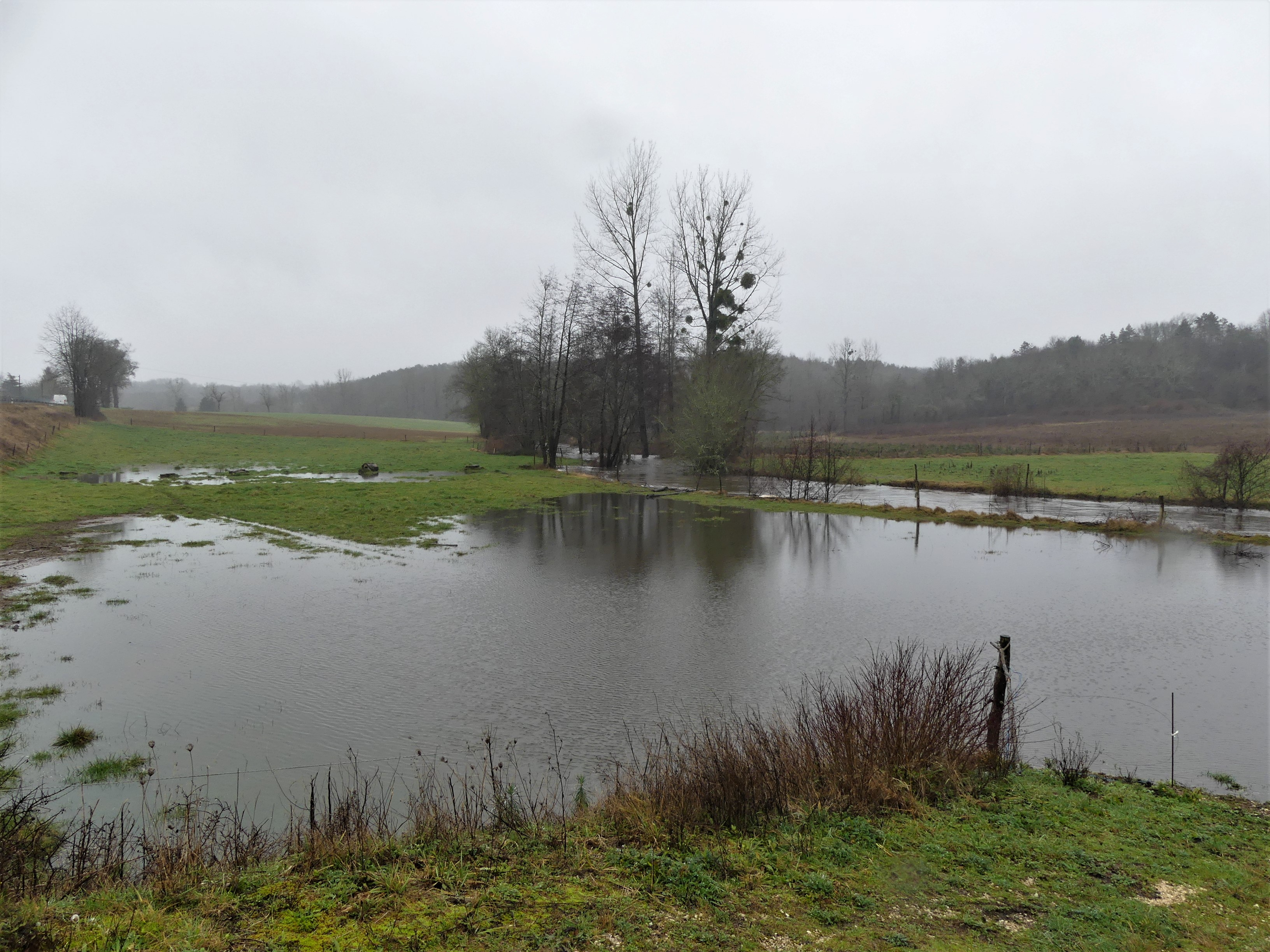
Winterhochwasser am Bandiat bei La Renardière. Dahinter die beginnende Grabenschulter von Lussas-et-Nontronneau
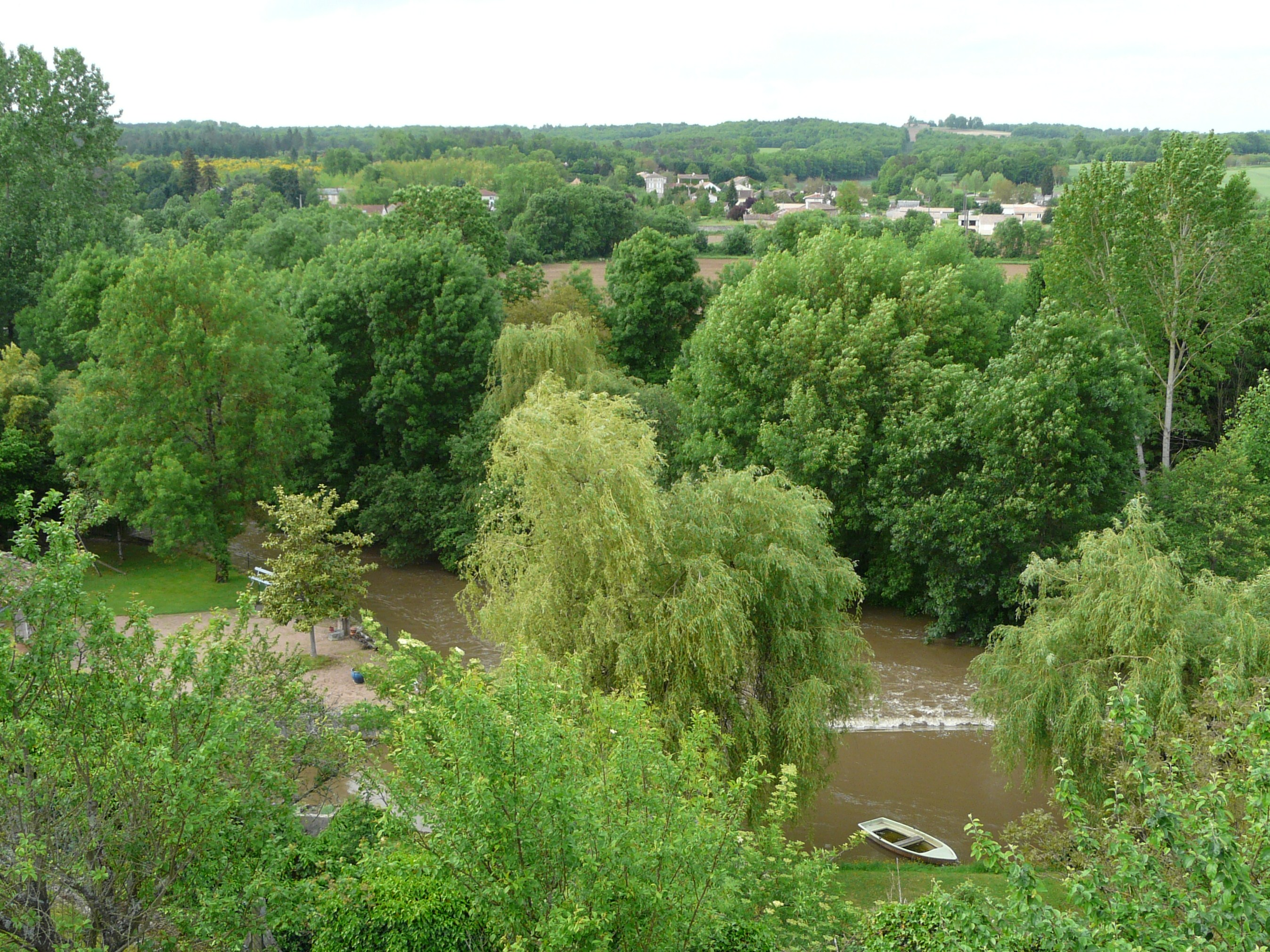
Marthon mit Bandiat und nordwestlichem Grabenende (hinten rechts)